# Schicht-Theater
Das Schicht-Theater ist eine ehemalige Song- und Theatergruppe aus Dresden. Es entstand 1975 als Ausgründung aus der studentischen Songgruppe der Technischen Universität Dresden mit dem Ziel als freie Gruppe innerhalb der Bewegung des politischen Liedes in der DDR professionell zu arbeiten. Aus einem größeren Kreis kristallisierte sich eine Stammbesetzung heraus. Zu den Mitgliedern zählten Jürgen Magister (Gitarre, Komposition), Friedbert Wissmann (Keyboard, Komposition), Peter Wiener (Violine), Ludwig Streng (Schlagzeug, Komposition), Elke Martens (Gesang), Ralf-Holger Schwarz (Bass), Gisela Buckow (Flöte) und Bernd Rump (Textautor, Liedermacher). Später kamen  Lutz Glandien (Klavier, Komposition, 1977–1983), Lutz Heinrichs (Klavier, Komposition), Eberhard Hasche (Bass, Komposition) und Dietmar Beyer (Schlagzeug) hinzu. Nach dem Weggang der Sängerin Elke Martens ins Schlagergeschäft waren Gina Pietsch und Angela Raum zeitweise im Team. Vorwiegend wurde an eigenen Texten und Kompositionen gearbeitet. Im Ergebnis entstanden die Regenbogenlieder, die 1977 als LP bei AMIGA erschienen. Die Gruppe unternahm zahlreiche Konzerttourneen durch Kulturhäuser, Jugendklubs usw.

## Geschichte
1976 gelang es, durch die Gründung einer politischen Bühne am Kulturpalast Dresden einen festen Proben- und Auftrittsort im Studiotheater zu schaffen. Unter der Leitung und Regie von Karin Wolf inszenierte die Gruppe bis Anfang der 1980er Jahre dort verschiedene Projekte, bei denen es sich nicht mehr vorwiegend um Song-Programme handelte, sondern zunehmend szenische Mittel in den Vordergrund traten. Immer mehr definierte sich die Gruppe als ein musikalisches Theater, ohne allerdings ihre reine Konzerttätigkeit einzustellen. Tourneen und Festivals führten die Gruppe außerhalb der DDR durch Bulgarien, die Sowjetunion, nach Finnland, Belgien, Frankreich, Österreich, in die Bundesrepublik Deutschland und die Tschechoslowakei. Auf den Festivals des politischen Liedes in Berlin war sie bis in die 1980er Jahre hinein präsent. Ihr letzter Auftritt dort 1984 mit dem Programm Heimatkunde löste bei den Funktionären eine Debatte über die eventuelle Auflösung der Gruppe aus, zu der es allerdings dank der Unterstützung durch Verantwortliche im Bezirk nicht kam. Außerhalb von Dresden war jedoch die Karriere der Gruppe damit so gut wie beendet.
Vom Startprojekt der Politischen Bühne, der politischen Revue Made in GDR, über das Jugendmusical P16 bis zu den Liedern des Thyl Ulenspiegel (Autor Klaus-Peter Schwarz) entwickelte die Gruppe eine eigene musikalisch-szenische Darbietungsform, in der Einflüsse von Rockmusik, E-Musik, Theaterformen und medialer Techniken (Film- und Fotoprojektionen) verschmolzen. Die Gruppe begriff sich in dieser Zeit auch als Teil einer internationalen Bewegung des politischen Liedes und Theaters. In vergleichbaren Gruppen aus vorwiegend westlichen Ländern fand sie Partnerschaft und Inspiration. Solche waren u. a. das KOM Teater Helsinki, Floh de Cologne und NJA Gruppen (Stockholm). Mit einem durchaus vergleichbaren gesellschaftskritischen Blick wie diese versuchte Schicht, sich den Themen und Problemen in der DDR zu stellen und zugleich auch für andere Gruppen und Akteure des Landes eine Plattform in Dresden zu entwickeln.
Von 1980 bis 1983 fanden dazu vier Werkstätten Lieder und Theater als Arbeitstreffen statt. Öffentliche Aufführungen und Gespräche sowie theoretische Diskussionen verschiedenster Akteure des Theaters, der E-Musik, der Rockmusik, der Liedermacherszene, des Jazz, des Dokumentarfilms sowie von Theater- und Musikwissenschaftlern prägten das Profil und führten zu grenzüberschreitenden Projekten. Gruppen wie Gerhard Gundermanns Brigade Feuerstein, die Gruppe Neue Musik Hanns Eisler, das Liedtheater Karls Enkel und viele andere beteiligten sich. Die Vorbereitung einer fünften Werkstatt wurde auf eine Intervention des Zentralrates des FDJ hin abgebrochen. Die Präsentation der Arbeit von Schicht außerhalb Dresdens wurde weitgehend, von wenigen Ausnahmen in der Zeitschrift Theater der Zeit abgesehen, verhindert. So erschienen auch die Protokolle der vierten Werkstatt nicht mehr. Rundfunk und überregionale Zeitschriften hatten über Schicht ein Publikationsverbot, welches auch den Autor Bernd Rump betraf. Festivals und Werkstätten waren erst 1989, und damit zu spät, wieder für Schicht geöffnet.
In dieser Zeit veränderten sich die Zusammensetzung und die künstlerische Konzeption der Gruppe. Auf eine experimentelle Phase Anfang der 1980er Jahre folgte mit der Eröffnung einer neuen eigenen Bühne im Kleinen Theater Reick, einem Vorstadtkino, die Neukonstituierung als Schicht-Theater. Mitglieder waren jetzt unter anderen Jürgen Magister, Bernd Rump, Lothar Koch, Sylke Zimpel, Heinz Drewniok, Andrea Rump, Markwart Fischer, Lutz Schneider, Wolf-Dieter Gööck, Caren Pfeil, Jörg Bochow, Birgit Schaller, Vesta Heyn und Jörg Bernhardt.
Vorwiegend wurden Stücke inszeniert. Ein Teil davon waren Literaturbearbeitungen, z. B. Der siebte Beweis nach dem Roman Der Meister und Margarita von Michail Bulgakow sowie Makra nach dem Roman Das verschenkte Leben des Ferenc Markra von Akos Kertesz, ein anderer Teil waren Collagen, z. B. das Nicaraguaprojekt Das Quetzalnest nach Texten von Ernesto Cardenal oder Ich, Peter Weiss, eine Collage von in der DDR veröffentlichten und unveröffentlichten Texten von Weiss. Dazu kamen Inszenierungen bekannter und neuer Stücke wie Bertolt Brechts Dreigroschenoper, Heiner Müllers Wolokolamsker Chaussee 1–5 als Erstaufführung, Heinz Drewnioks Nach Wangoniland und andere. Zugleich fungierte das Schichttheater als Bühne für Gastspiele, z. B. von Peter Waschinski, und für literarisch-politische Debatten, z. B. mit Ralf Schröder. Von diesem stammt die Bezeichnung Theater der Perestroika, die für das inhaltliche Konzept dieser Zeit gelten mag.
1989, am 5. und 6. Oktober, während auf den Straßen Demonstrationen stattfanden, erfolgte mit dem 1988 geschriebenen Stück Mykene von Bernd Rump eine verspätete Abrechnung mit der verfallenden Macht, über die sich das Ensemble im Vorfeld der Premiere zerstritt.
Die Auflösung des Schicht-Theaters erfolgte 1990 mit der veränderten politischen Situation, die schon im Vorfeld der Wendeereignisse Fragen nach dem Profil aufwarfen – und dem Scheitern einer Neuformierung als Vor-Ort-Theater unter den nun anderen Verhältnissen.

## Rezeption
Die Gruppe Schicht galt in den 1970er Jahren als Vorreiter des politischen Liedes in der DDR. Wie schon die Songgruppe, aus der sie hervorgegangen war, war sie avantgardistisch geprägt auf Neues, Eigenes aus. DDR-Konkret, die Entwicklung zum musikalischen Theater, die Bestrebungen, verschiedene Künste zu integrieren, sowie die im Grunde kollektive Art zu produzieren, machten sie zu einer Gruppe eigener Art, welche mit den üblichen Bezeichnungen Singeklub, Gruppe des Politischen Liedes oder Liedertheater nicht hinlänglich zu beschreiben ist. Sie war Teil der diesbezüglichen Szenen, aber mit ihrer eigenständigen Konzeption zugleich von diesen verschieden. In der Theaterlandschaft der DDR war sie ein Novum schon deshalb, weil sie mit der Gründung eines eigenen Theaters mit fester Spielstätte die einzige Unternehmung dieser Art war, die zu DDR-Zeit realisiert werden konnte. Sie schied auch nicht traditionell zwischen Schauspielern und Musikern, sondern ihre Akteure waren Darsteller, die zumeist eine künstlerische Ausbildung als Musiker oder Schauspieler hatten.
Die Gruppe versuchte, Kunst und Politik miteinander zu verbinden, ohne der Gefahr der Affirmation zu unterliegen. Sie versuchte, Loyalität zur marxistischen gesellschaftlichen Idee mit Kritik an herrschenden Verhältnissen zu verbinden: eine Gratwanderung, die nicht immer gelang. Sie ging für einige viel zu weit und für andere nicht weit genug. Bernd Rump als hauptsächlicher Textautor und Jürgen Magister als der Komponist, der die meisten Kompositionen schrieb, prägten mit ihrer langen  Zusammenarbeit die Kontinuität des Projektes Schicht. Die wichtigsten Regisseure waren Karin Wolf (bis 1982) und Heinz Drewniok (ab 1985).
Die Gruppe schrieb mehrere hundert Lieder, von denen nur eine geringe Auswahl medial präsentiert wurde. Eine zweite (vorbereitete) LP wurde nie produziert, Aufnahmen des Rundfunks gab es ab 1983 nicht mehr. In der künstlerischen Landschaft Dresdens hingegen war das Schicht-Theater ab Mitte der 1980er Jahre eine wichtige und in der Regel ausverkaufte Adresse.

## Bühnenprogramme und Stücke
- Made in GDR. Politische Revue. Startprogramm der politischen Bühne. 1976.
- Nachrichten aus einem nahen Land. Konzert mit Fotos von Uwe Steinberg. 1977.
- Der Prozess oder 1000 Himmel kostet die neue Zeit. Szenen und Liedfolge. Text: Bernd Rump. 1977.
- P16. Schichtmusical. Text: Bernd Rump. 1978.
- Lebenslieder. Konzert. 1979.
- Die Lieder des Thyl Ulenspiegel. Schichtoper. Text: Klaus-Peter Schwarz. 1980.
- Experiment1: Der Planet ist bewohnt. Collage. 1980.
- Experiment2: Nachdenken. Nach Stanisław Lem. 1981.
- Doppelschicht. Konzert. 1981.
- Narrenspiegel. Clowneskes TheaterKonzert. 1982.
- Heimatkunde. Startprogramm des Schicht-Theater. Szenisch-musikalisches  Projekt. 1984.
- Frühzeit. Stück von Bernd Rump. 1984.
- Das Quezalnest (Nicaragua). Collage nach Texten von Ernesto Cardenal. 1984.
- Die Insel. Stück von Athol Fugard, Antigonetexte: Bernd Rump. Musik: Eberhard Hasche. 1985.
- Der siebte Beweis. Stück von Bernd Rump nach dem Roman Der Meister und Margarita von Michail Bulgakow. 1985.
- Makra. Stück von Bernd Rump nach dem Roman Das verschenkte Leben des Ferenz Makra von Akos Kertesz. 1986.
- Ich, Peter Weiss. Wider die Gesetze der Normalität. Szenische Collage von Heinz Drewniok. 1986.
- Nach Wangoniland. Stück von Heinz Drewniok. 1987.
- Astoria. Stück von Jura Soyfer. 1987.
- Die Dreigroschenoper von Bertolt Brecht. In kammermusikalischer Fassung. 1987.
- Tagebuch eines Wahnsinnigen. Stück von Werner Bush. 1988.
- Freiheitsberaubung. Stück von Ulrich Plenzdorf. 1988.
- Mauthausen. Zyklus von Mikis Theodorakis. 1988.
- Wolokolamsker Chaussee 1–5. Heiner Müller. Erstaufführung des gesamten Stücks. 1989.
- Mykene. Stück von Bernd Rump. 1989.

## Projekte
Politische Bühne. 1976 bis 1982. In diesem Rahmen fanden weitere Theaterprojekte über die Produktionen der Gruppe Schicht hinaus statt:
- Wetter für Morgen. Stück von Michail Schatrow.
- Lisa. Stück von Paul Gratzig. Erstaufführung.
- Die Ablösung. Stück von Bernd Rump.
- Wir bauen eine Stadt. Improvisationsprojekt von Carla Weckesser.
- Sind wir so? Jugendprojekt.
- Diese Erde uns. Internationale Komposition zum X. Festival des politischen Liedes. 1980.
- Werkstattlese. Vorprojekt zur Werkstatt Lieder und Theater. 1976.
- Werkstatt Lieder und Theater. 1980–1983:
  1. Darstellung von Musik. 1980.
  2. Kunst und Kommunikation. 1981.
  3. Kunst und Dokument. 1982.
  4. Kunst und Arbeit. 1983.

## Diskografie
- Zugvögel / Lied vom Drachen. SongGruppe TU Dresden. Single 1974. AMIGA 4 56 059.
- Unser Lied – unser Leben. LP 1976. Eterna 8 15 085 (Lied: Onkel Ho).
- 2. Helsingin Laulufestivaali. LP 1977. Love Records. (Lied: Haltet Stand).
- Regenbogenlieder. Gruppe Schicht. LP 1977. AMIGA 8 45 135.
- Lied aus dem neuen Tag. Bernd Rump und Gruppe Schicht. LP 1976. AMIGA 8 55 508.
- Rote Lieder. 6. Festival des politischen Liedes. LP 1976. Eterna 8 15 084 (Lied: Optimistisches Lied).
- Rote Lieder. 9. Festival des politischen Liedes. LP 1979. AMIGA 8 45 169  (Lied: Regine).
- Zehnkampf. Festival des politischen Liedes 1970–1980. AMIGA 8 45 190191 (Lied: Regine).
- P16. Mitschnitt. 1978  (Auswahl)
- Doppelschicht. Konzertmitschnitt vom 20. Juli 1982 in Gera. (Auswahl)
- Festival des politischen Liedes – Die Siebziger. CD 2005 (Lied: Optimistisches Lied).

## Bibliografie (Auswahl)
- Dietmar Eisold: Auf Spätschicht mit der Gruppe Schicht. In: Neues Deutschland. 11. Februar 1976.
- Rainer Kasselt: Vergnügen mit dem unzerbrechlichen Krug. In: Sächsische Zeitung. 13. Februar 1976.
- Jürgen Balitzki: Politrevue P16. In: Sonntag. 46/1978.
- Astrid Volpert: Einblicke. Bernd Rump Lebenslieder. In: Junge Welt. 7. November 1979.
- Karin Großmann: Bernd Rump Lebenslieder. In: Sächsische Zeitung. 4. Juli 1980.
- Diese Erde uns. Buch zur Internationalen Komposition. Berlin 1980.
- Bernd Langnickel: Lebenslieder aus Dresden. In: Lieder und Leute. Berlin 1982, S. 201–213.
- Doppelschicht. Ein Textbuch zum Programm. Dresden 1982. Auslieferung verboten.
- Thomas Wieke: 10 Jahre Schicht. Ein Report. Dresden 1985.
- Werkstatt Lieder und Theater 80. Diskussionsprotokolle. 1981–1984. Hrsg. von der Akademie der Künste der DDR. Dresden 1982.
- Werkstatt Lieder und Theater. 1981/1982. Diskussionsprotokolle. Hrsg. von der Akademie der Künste der DDR. Dresden 1983.
- Hans-Eckardt Wenzel, Steffen Mensching: Kunst=Arbeit. In: Temperamente. 2/1984.
- Heinz Arnold: Wahrhaftige Szenen aus dem fiktiven Land Astoria. In: Sächsische Zeitung. 8. April 1987.
- Lothar Ehrlich: Gelungenes Spiel – doch bleiben Fragen zum Stück. Drewniok-Uraufführung im Schicht-Theater. In: Sächsische Zeitung. 2. Oktober 1987.
- Heinz Arnold: Reicker Version der Dreigroschenoper. In: Sächsische Zeitung. 23. Dezember 1987.
- Ralf Schröder: Geh, geh deinen Weg, Iwan Hauslos. Zur Bulgakowrezeption in der DDR. In: Sowjetliteratur. 1988. Heft 7, S. 166–174.
- Wolfgang Kröplin: Vom orator zum joculator. Schicht: Vorstadttheater Dresden-Reick. Rede, Report, Rezension. In: Theater der Zeit. 6/1986.
- Falko Ballon: Neuland. In: Theater der Zeit. 4/1988.
- Martin Linzer: Chaussee ohne Ende? In: Theater der Zeit. 5/1989.
- Petra Schwarz:  Bernd Rump. Nie Liedermacher dienstreisend. In: Liederleute. Berlin 1989, S. 177–186.
- Lutz Kirchenwitz: Folk, Chanson und Liedermacher in der DDR. 1993, ISBN 3-320-01807-8.
- Tomas Petzold: Off-Theater und freie Szene. In: Dresdner Hefte 101. ISBN 978-3-910055-98-2, S. 37–45.
- Tomas Petzold: Veröffentlichungen in den Sächsischen Neuesten Nachrichten (Auswahl):
  1. Weltsicht in Liedern und Balladen. 27. August 1982.
  2. Optimismus ohne Patentrezept zur 4. Werkstatt Lieder und Theater. 23. November 1983.
  3. Zwischen Singgedichten und Frühzeit. Bernd Rump und die Gruppe Schicht, 21. März 1984.
  4. Erkundungen im und mit dem Theater. Gespräch mit Regisseur Heinz Drewniok vor der Peter-Weiss-Premiere, 18. Juni 1986.
  5. Tragischer Rückzug und Ermutigung. zur Premiere Makra. im Schicht-Theater, 6. Dezember 1986.
  6. Unterwegs auf unbequemer Chaussee. Heiner Müllers Wolokolamsker Chaussee 1–5 am Schicht-Theater, 1./2. April 1989.
  7. Neue Seiten in der Geschichte aufschlagen. Projekte und Perspektiven am Schicht-Theater; Gespräch mit Regisseur Heinz Drewniok, 26./27. August 1989.
  8. Ende der Verklärung. Zur Uraufführung von Bernd Rumps Stück Mykene. am Schicht-Theater, 11. Oktober 1989.